# 은해사

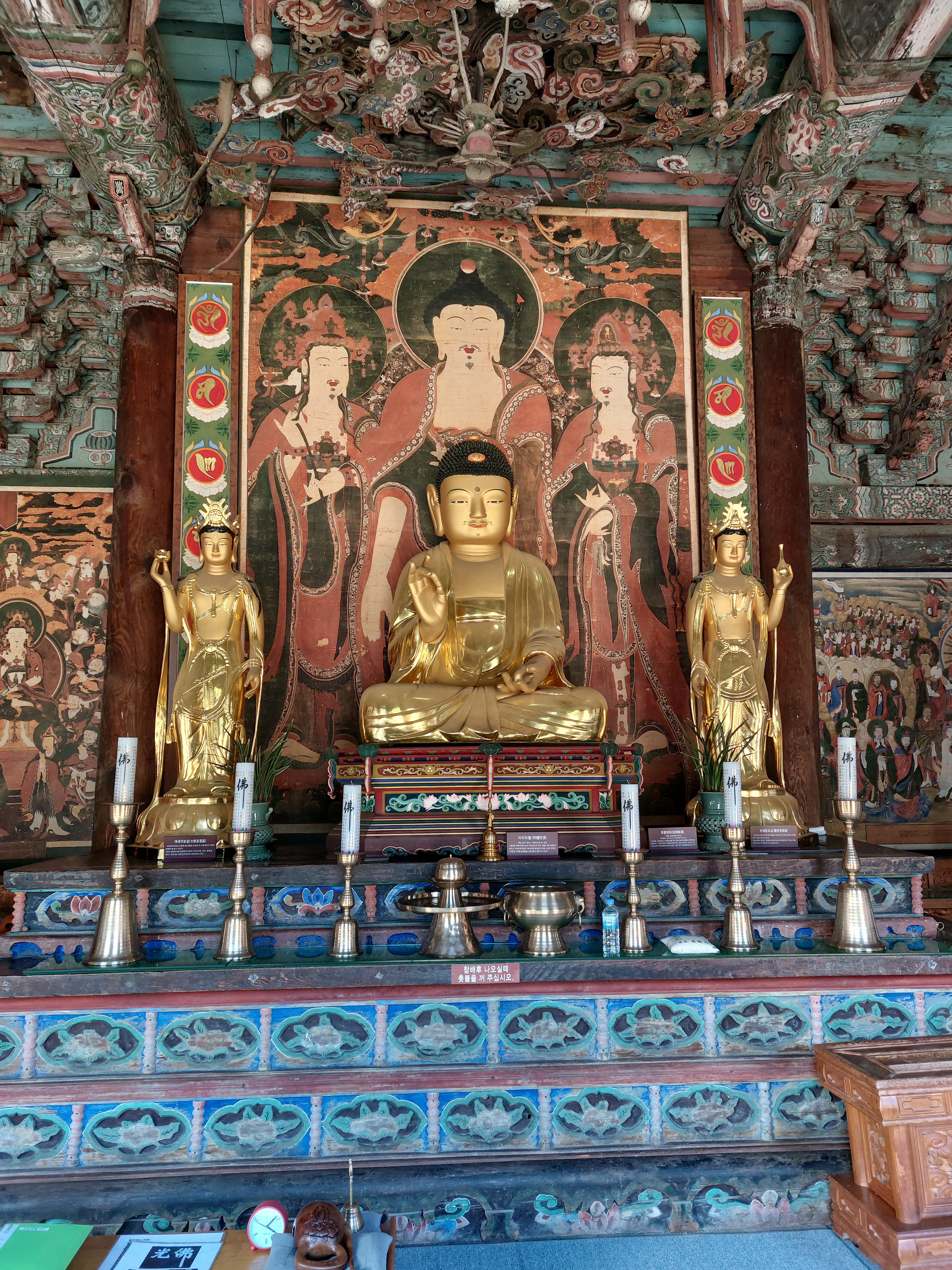
은해사 극락보전 삼존불(대세지보살, 아미타불, 관세음보살)

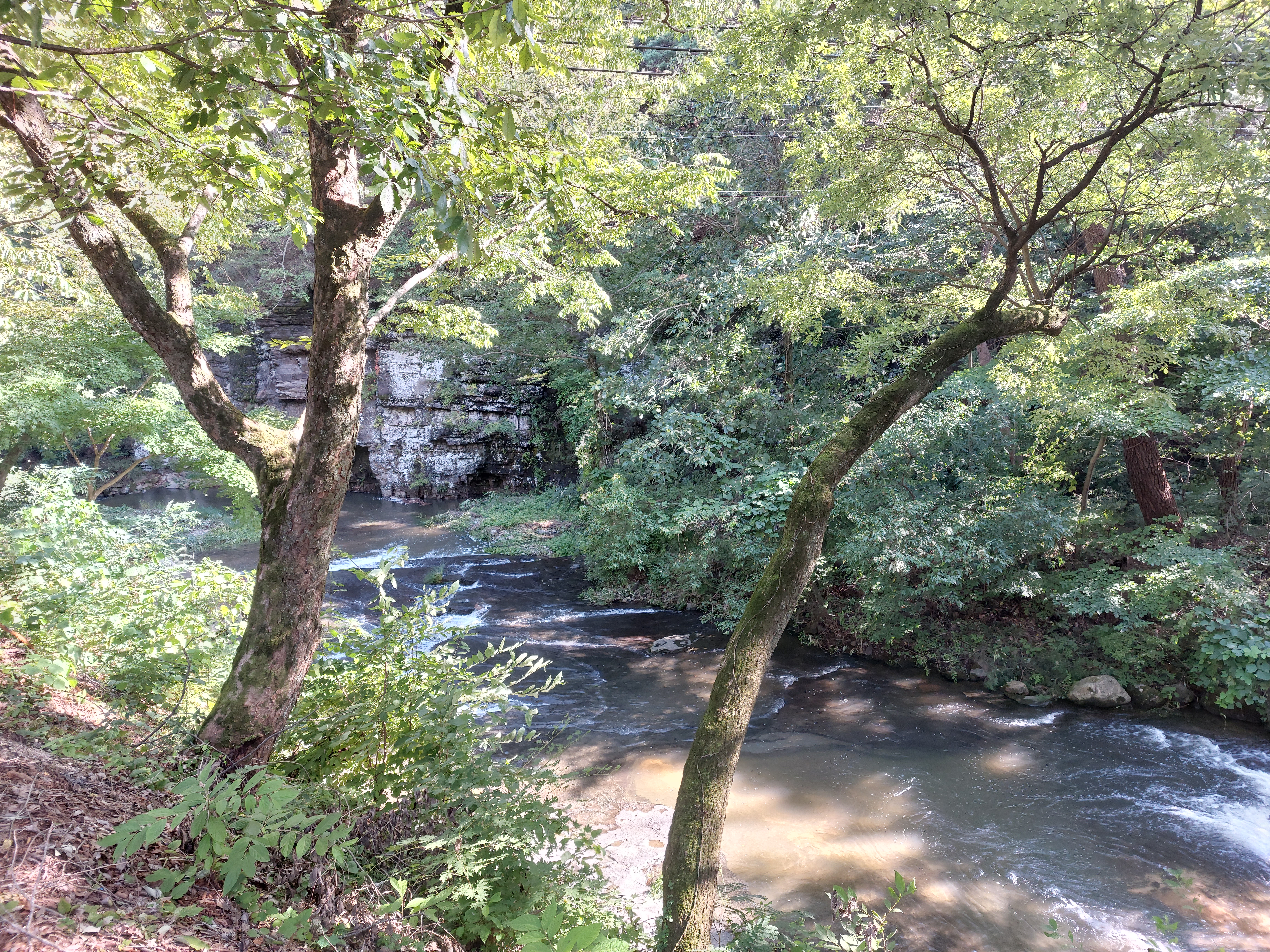
은해사 앞 개울

은해사(銀海寺)는 동화사와 더불어 팔공산을 대표하는 절이다. 대한민국 경상북도 영천시 청통면 치일리에 위치하고 있다. 대한불교 조계종 제10교구 본사이다.
일제강점기에는 31본산의 하나였다. 경북 지역의 대표적인 사찰이며, 조계종에서도 제10교구 본사로 50여 개의 말사를 총괄한다. 대표적인 말사로는 일명 갓바위로 유명한 선본사, 영산전과 오백나한으로 유명한 거조사, 경산시 하양의 환성사 등이 있다.
조계종이 설립한 은해사 승가대학원이 설치되어 불교 교육의 중심지로도 기능한다.

## 연혁
은해사의 연혁은 다음과 같다.

### 삼국 시대
- 809년(신라 헌덕왕 1년) : 혜철이 해안사(海眼寺)로 창건하였다.

### 고려시대
- 1270년(원종 11년) : 홍진국사(弘眞國師)가 중창하였다.
- 1275년(충렬왕 1년) : 원참(元旵)이 중건하였다.[2]

### 조선시대
- 1485년(성종 16년) : 죽청(竹淸)과 의찬(義贊)이 부속암자인 묘봉암(妙峰庵)을 중창하였다.
- 1543년(중종 38년) : 보주(寶珠) 등이 중수하였다.
- 1545년(인종 1년) : 불교 신자인 문정왕후가 대왕대비가 되어 수렴청정을 시작하자, 천교(天敎)가 지금의 장소로 법당을 옮겨 새로 절을 지었다. 인종의 태실을 봉하고 이름을 은해사로 고쳤다. 극락정토에 비유하여 은빛 바다라고 지은 것이다. 은해사의 주전각도 대웅전이 아닌 극락전이다.
- 1563년(명종 18년) : 묘진(妙眞)이 중건하였다.
- 1589년(선조 22년) : 법영(法英)이 법당의 사방에 새로 건물을 세우고 단청하였다.
- 1651년(효종 2년) : 백흥암(百興庵)과 명부전(冥府殿)을 신축하였다.
- 1667년(현종 8년) : 백흥암과 명부전을 중수하였다.
- 1712년(숙종 38년) : 은해사를 왕실 종친부(宗親府)에 귀속시켰다.
- 1730년(영조 6년) : 백흥암의 보화루(寶華樓)를 중건하였다.
- 1750년(영조 26년) : 극락전에 아미타후불탱화를 조성하였다. 이외, 다른 영조 재위시기에 부속암자와 전각을 중건하고 세웠다. 전각에 단청을 하고 불상을 개금하였다.
- 1780년(정조 4년) : 이때부터 정조 재위기간 동안, 부속암자와 은해사 전각에 중수와 중창을 하고 단청하였다.
- 1801년(순조 1년) : 이때부터 1834년(순조 34년)까지 부속암자를 중수하고 중창하였다.
- 1847년(헌종 13년) : 은해사 창건 이래 가장 큰 불이 나서 1,000여 칸의 모든 건물이 소실되었다. 같은 해에, 전각을 다시 지었다. 이후 일제강점기 전까지 여러 번 전각과 부속암자를 세우고, 중수하고, 중건하였다.[3]

### 대한민국
- 2005년 은해사와 인근 지역의 문화재를 전시하는 성보박물관이 개관되었다.

## 암자

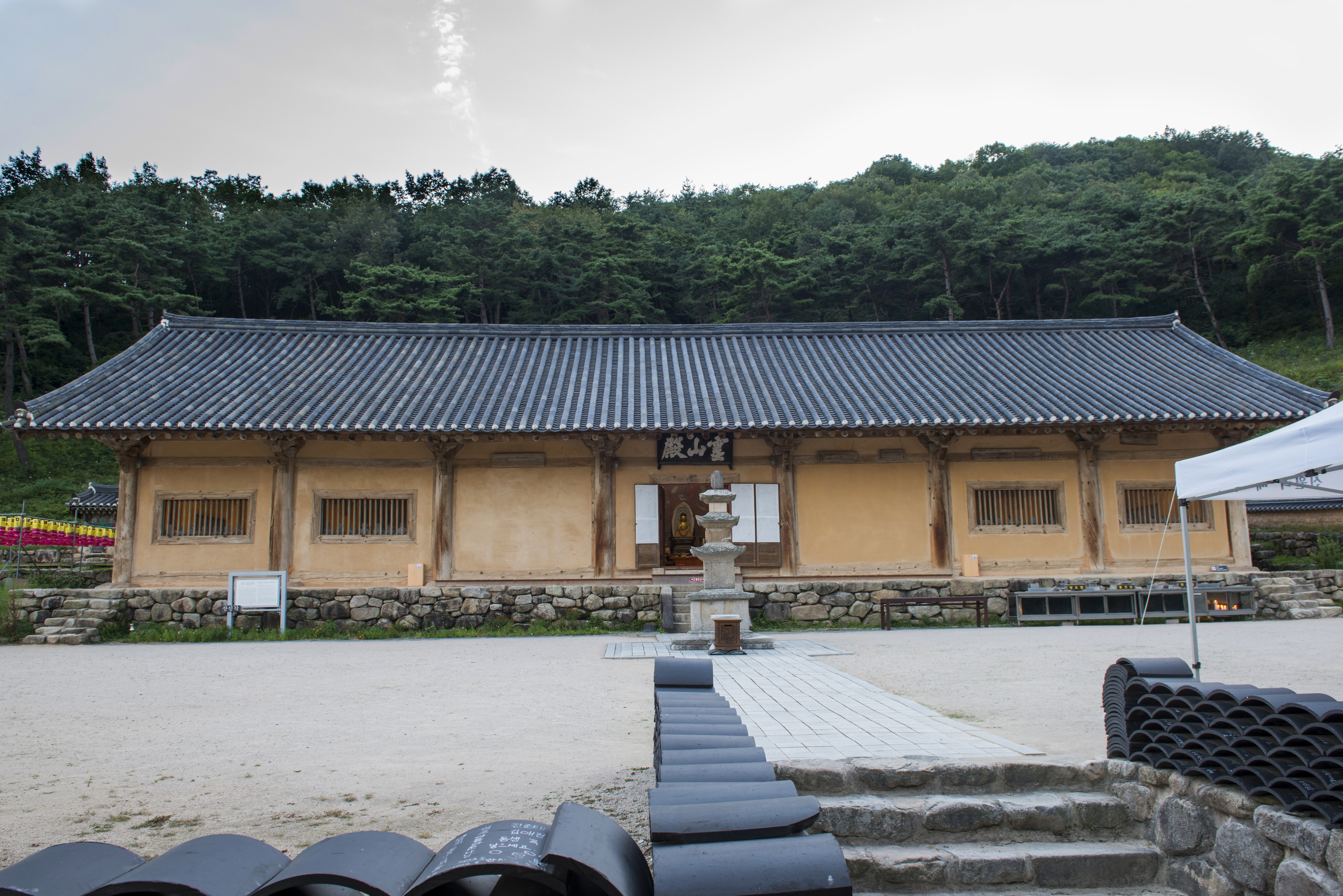
거조사 : 대한민국의 국보 제14호인 영산전이 있는데, 원래는 은해사에 속한 암자로 거조암이라고 했다. 하지만 지금은 암에서 사로 승격되었다.
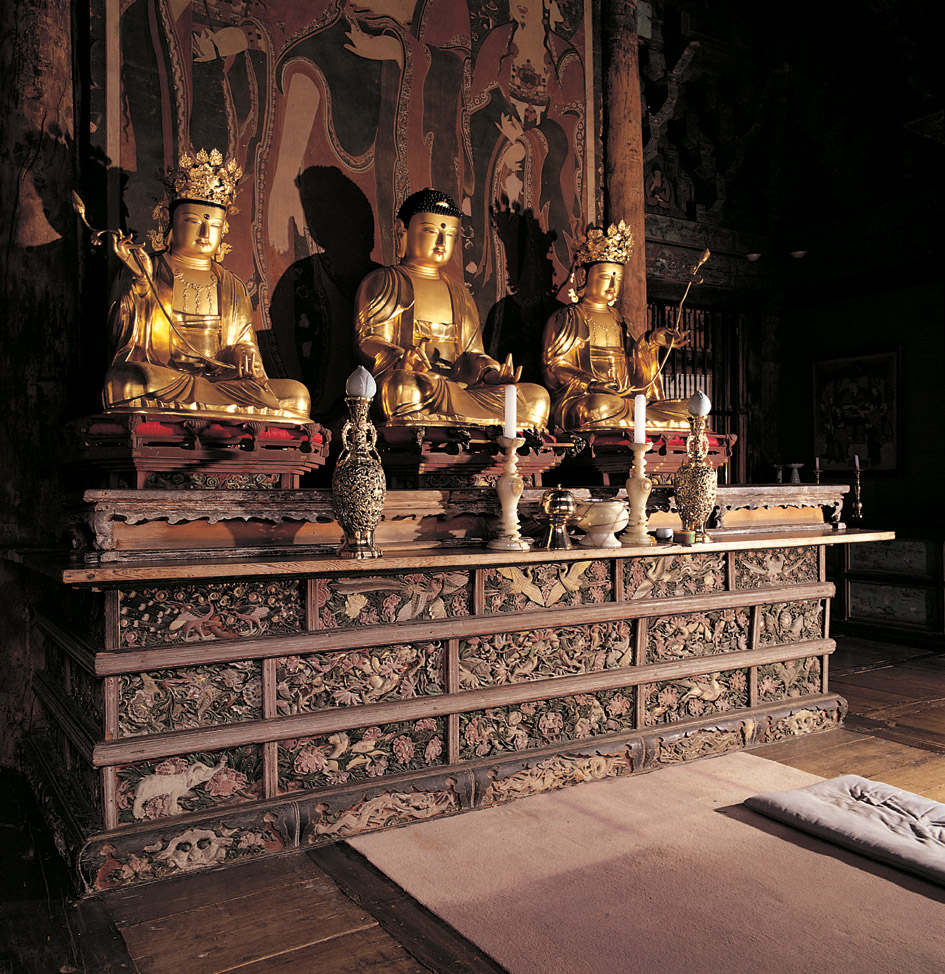
보물 백흥암 수미단
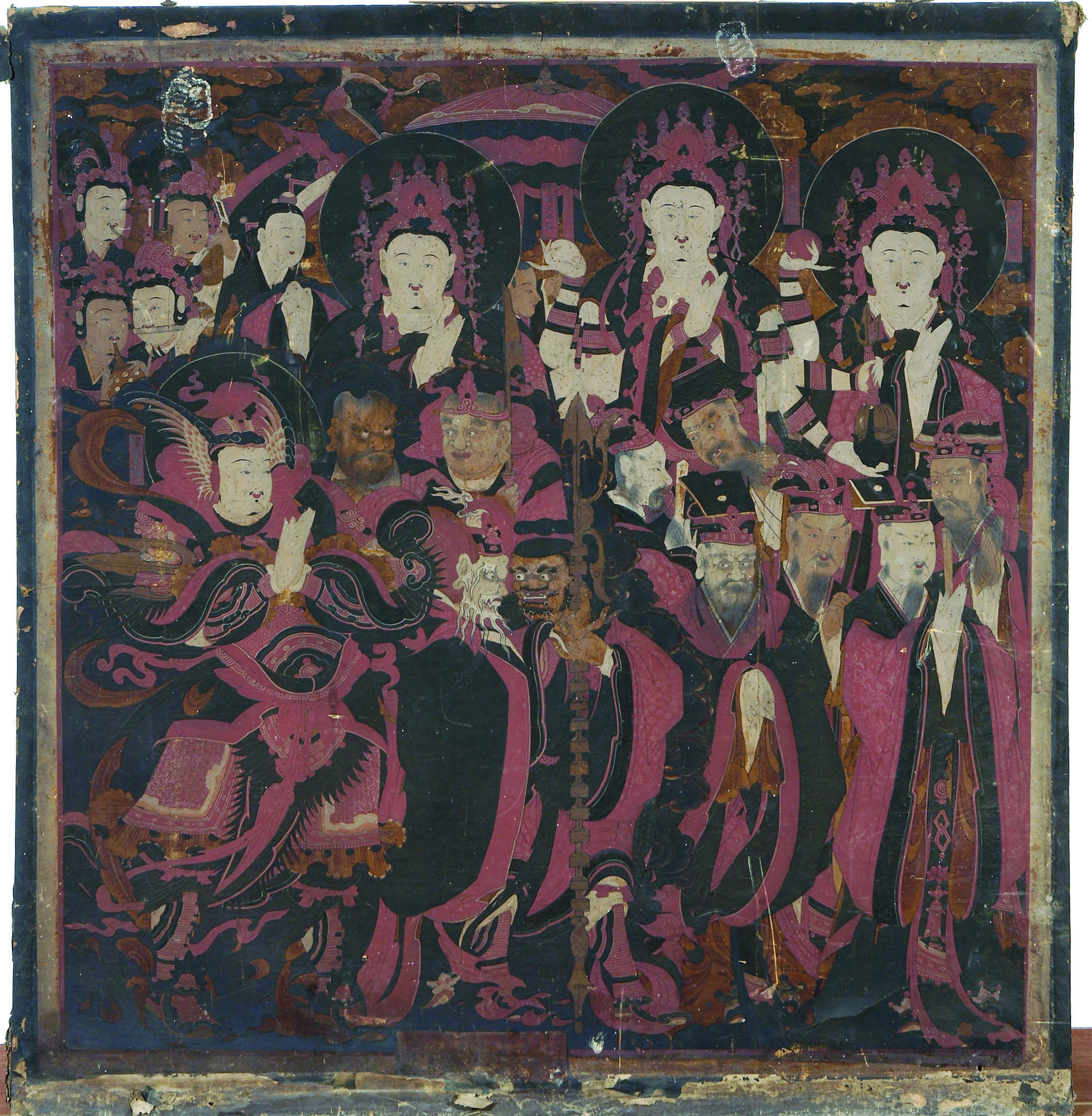
유형문화재 기기암 신중도

- 백흥암

## 문화재
문화재 지정번호는 2021년 11월 19일부터 표기하지 않기로 법이 개정되어 현재는 쓰지 않는다.
| 지정종류                    | 명칭                                                              | 시대 | 지정일     | 소재지 |
| --------------------------- | ----------------------------------------------------------------- | ---- | ---------- | ------ |
| 국보                        | 영천 거조사 영산전 (永川 居祖寺 靈山殿)                           | 조선 | 1962.12.20 | 거조사 |
| 보물                        | 영천 은해사 백흥암 수미단 (永川 銀海寺 百興庵 須彌壇)             | 조선 | 1968.12.19 | 백흥암 |
| 보물                        | 영천 은해사 운부암 금동보살좌상 (永川 銀海寺 雲浮庵 金銅菩薩坐像) | 조선 | 1969.07.30 | 운부암 |
| 보물                        | 영천 은해사 백흥암 극락전 (永川 銀海寺 百興庵 極樂殿)             | 조선 | 1984.07.05 | 백흥암 |
| 보물                        | 은해사괘불탱 (銀海寺掛佛幀)                                       | 조선 | 1997.08.08 |        |
| 보물                        | 영천 은해사 청동북 및 북걸이 (永川 銀海寺 靑銅金鼓 및 金鼓虡)     | 조선 | 2009.02.23 |        |
| 경상북도 유형문화재 제319호 | 은해사백흥암감로왕도 (銀海寺百興庵甘露王圖)                       | 조선 | 2000.09.04 | 백흥암 |
| 경상북도 유형문화재 제332호 | 은해사중암암삼층석탑 (銀海寺中巖庵三層石塔)                       | 고려 | 2001.11.01 | 중암암 |
| 경상북도 유형문화재 제342호 | 은해사대웅전후불탱화및삼장탱화 (銀海寺大雄殿後佛幀畵및三藏幀畵)   | 조선 | 2002.10.14 |        |
| 경상북도 문화재자료 제104호 | 은해사거조암삼층석탑 (銀海寺居祖庵三層石塔)                       | 신라 | 1985.08.05 | 거조암 |
| 경상북도 문화재자료 제367호 | 은해사대웅전 (銀海寺大雄殿)                                       | 조선 | 1999.08.09 |        |

- 국보 거조사 영산전
- 보물 백흥암 수미단
- 유형문화재 기기암 신중도

## 같이 보기
- 팔공산

## 참고자료
- “은해사 소개”. 은해사. 2021년 11월 28일에 확인함.